# Греъм (окръг, Канзас)
Вижте пояснителната страница за други населени места с името Греъм.
Окръг Греъм (на английски: Graham County) е окръг в щата Канзас, Съединени американски щати. Площта му е 2328 km², а населението - 2677 души. Административен център е град Хил Сити.